# Campionato mondiale femminile under 20 di pallavolo 2015
Il campionato mondiale femminile under 20 di pallavolo 2015 si è svolto dall'11 al 19 settembre 2015 a Caguas, Gurabo, Juncos e Maunabo, in Porto Rico: al torneo hanno partecipato sedici squadre nazionali under 20 e la vittoria finale è andata per la prima volta alla Rep. Dominicana.

## Qualificazioni
Al torneo hanno partecipato: la nazionale del paese organizzatore, una nazionale africana, qualificata tramite il campionato continentale 2015, due nazionali asiatiche e oceaniane, tutte qualificate tramite il campionato continentale 2014, due nazionali europee, tutte qualificate tramite i gironi di qualificazione, una nazionale nordamericana, qualificata tramite il campionato continentale 2014, due nazionali sudamericane, tutte qualificate tramite il campionato continentale 2014, e sette nazionali qualificate tramite il posizionamento nel ranking mondiale.

## Impianti
|                                                                              |                                                                                       |                                                                             |
|                                                                              |                                                                                       |                                                                             |
| Coliseo Héctor Solá Bezares Città: Caguas Capienza: 7 500 Anno d'apertura: - | Coliseo Municipal Fernando Hernández Città: Gurabo Capienza: 3 500 Anno d'apertura: - | Coliseo Rafael G. Amalbert Città: Juncos Capienza: 3 500 Anno d'apertura: - |

|                                                                             |  |  |
|                                                                             |  |  |
| Coliseo Municipal Maunabo Città: Maunabo Capienza: 2 500 Anno d'apertura: - |  |  |

## Regolamento

### Formula
Le squadre hanno disputato una prima fase a gironi con formula del girone all'italiana; al termine della prima fase le prime due classificate di ogni girone hanno acceduto ai gironi E e F, mentre le ultime due classificate di ogni girone ha acceduto ai gironi G e H. Le squadre hanno disputato una seconda fase a gironi con formula del girone all'italiana; al termine della seconda fase:
- Le prime due classificate del girone E e F hanno acceduto alla fase finale per il primo posto, strutturata in semifinali, finale per il terzo posto e finale.
- Le ultime due classificate del girone E e F hanno acceduto alla fase finale per il quinto posto, strutturata in semifinali, finale per il settimo posto e finale per il quinto posto.
- Le prime due classificate del girone G e H hanno acceduto alla fase finale per il nono posto, strutturata in semifinali, finale per l'undicesimo posto e finale per il nono posto.
- Le ultime due classificate del girone G e H hanno acceduto alla fase finale per il tredicesimo posto, strutturata in semifinali, finale per il quindicesimo posto e finale per il tredicesimo posto.

### Criteri di classifica
Se il risultato finale è stato di 3-0 o 3-1 sono stati assegnati 3 punti alla squadra vincente e 0 a quella sconfitta, se il risultato finale è stato di 3-2 sono stati assegnati 2 punti alla squadra vincente e 1 a quella sconfitta.
L'ordine del posizionamento in classifica è stato definito in base a:
- Numero di partite vinte;
- Punti;
- Ratio dei set vinti/persi;
- Ratio dei punti realizzati/subiti;
- Risultati degli scontri diretti.

## Squadre partecipanti
| Squadra         | Qualificazione                                      | Ultima partecipazione |
| --------------- | --------------------------------------------------- | --------------------- |
| Brasile         | 1ª al campionato sudamericano under 20 2014         | Repubblica Ceca 2013  |
| Bulgaria        | 6ª nel ranking FIVB under 20                        | Repubblica Ceca 2013  |
| Cina            | 1ª al campionato asiatico e oceaniano under 19 2014 | Repubblica Ceca 2013  |
| Cuba            | 2ª al campionato nordamericano under 20 2014        | Perù 2011             |
| Egitto          | 1ª al campionato africano under 20 2015             | Repubblica Ceca 2013  |
| Giappone        | 2ª al campionato asiatico e oceaniano under 19 2014 | Repubblica Ceca 2013  |
| Italia          | 13ª nel ranking FIVB under 20                       | Repubblica Ceca 2013  |
| Messico         | 9ª nel ranking FIVB under 20                        | Repubblica Ceca 2013  |
| Perù            | 2ª al campionato sudamericano under 20 2014         | Repubblica Ceca 2013  |
| Porto Rico      | Paese organizzatore                                 | Repubblica Ceca 2013  |
| Rep. Ceca       | 8ª nel ranking FIVB under 20                        | Repubblica Ceca 2013  |
| Rep. Dominicana | 9ª nel ranking FIVB under 20                        | Repubblica Ceca 2013  |
| Russia          | 1ª al torneo di qualificazione europeo (girone H)   | Repubblica Ceca 2013  |
| Serbia          | 1ª al torneo di qualificazione europeo (girone G)   | Repubblica Ceca 2013  |
| Taipei cinese   | 10ª nel ranking FIVB under 20                       | Repubblica Ceca 2013  |
| Turchia         | 7ª nel ranking FIVB under 20                        | Repubblica Ceca 2013  |

## Torneo

### Prima fase
I gironi sono stati sorteggiati il 1º luglio 2015 a Carolina.
| Girone A   | Girone B | Girone C      | Girone D        |
| ---------- | -------- | ------------- | --------------- |
| Cuba       | Cina     | Egitto        | Brasile         |
| Bulgaria   | Messico  | Giappone      | Rep. Ceca       |
| Porto Rico | Perù     | Italia        | Rep. Dominicana |
| Russia     | Serbia   | Taipei cinese | Turchia         |

#### Girone A

##### Risultati
| 11 settembre 2015 Coliseo Municipal Maunabo, Maunabo Durata: 1h:19 - Spettatori: 1 000 | Cuba       | 0 - 3 | Russia   | 9-25, 22-25, 17-25               |
| 11 settembre 2015 Coliseo Municipal Maunabo, Maunabo Durata: 2h:10 - Spettatori: 3 500 | Porto Rico | 1 - 3 | Bulgaria | 25-23, 17-25, 19-25, 21-25       |
| 12 settembre 2015 Coliseo Municipal Maunabo, Maunabo Durata: 1h:50 - Spettatori: 250   | Cuba       | 1 - 3 | Bulgaria | 19-25, 26-24, 19-25, 16-25       |
| 12 settembre 2015 Coliseo Rafael G. Amalbert, Juncos Durata: 1h:33 - Spettatori: 2 100 | Porto Rico | 0 - 3 | Russia   | 14-25, 17-25, 21-25              |
| 13 settembre 2015 Coliseo Municipal Maunabo, Maunabo Durata: 1h:19 - Spettatori: 250   | Russia     | 3 - 0 | Bulgaria | 25-19, 25-15, 25-19              |
| 13 settembre 2015 Coliseo Fernando Hernández, Gurabo Durata: 2h:08 - Spettatori: 2 700 | Porto Rico | 2 - 3 | Cuba     | 14–25, 20-25, 25-20, 25-11, 7-15 |

##### Classifica
| Pos | Squadra    | Pt | G | V | P | SV | SP | Ratio | PF  | PS  | Ratio |
| --- | ---------- | -- | - | - | - | -- | -- | ----- | --- | --- | ----- |
| 1   | Russia     | 9  | 3 | 3 | 0 | 9  | 0  | MAX   | 225 | 153 | 1.470 |
| 2   | Bulgaria   | 6  | 3 | 2 | 1 | 6  | 5  | 1.200 | 250 | 237 | 1.054 |
| 3   | Cuba       | 2  | 3 | 1 | 2 | 4  | 8  | 0.500 | 224 | 265 | 0.845 |
| 4   | Porto Rico | 1  | 3 | 0 | 3 | 3  | 9  | 0.333 | 225 | 269 | 0.836 |

#### Girone B

##### Risultati
| 11 settembre 2015 Coliseo Rafael G. Amalbert, Juncos Durata: 1h:20 - Spettatori: 120 | Cina    | 3 - 0 | Messico | 25-18, 25-13, 25-23              |
| 11 settembre 2015 Coliseo Rafael G. Amalbert, Juncos Durata: 1h:33 - Spettatori: 250 | Perù    | 3 - 0 | Serbia  | 25-18, 25-21, 28-26              |
| 12 settembre 2015 Coliseo Rafael G. Amalbert, Juncos Durata: 1h:20 - Spettatori: 120 | Messico | 0 - 3 | Serbia  | 19-25, 8-25, 15-25               |
| 12 settembre 2015 Coliseo Municipal Maunabo, Maunabo Durata: 1h:48 - Spettatori: 500 | Perù    | 3 - 0 | Cina    | 26-24, 25-21, 27-25              |
| 13 settembre 2015 Coliseo Rafael G. Amalbert, Juncos Durata: 2h:02 - Spettatori: 90  | Cina    | 2 - 3 | Serbia  | 20-25, 25-14, 25-18, 17-25, 5-15 |
| 13 settembre 2015 Coliseo Rafael G. Amalbert, Juncos Durata: 1h:35 - Spettatori: 280 | Messico | 0 - 3 | Perù    | 14-25, 22-25, 23-25              |

##### Classifica
| Pos | Squadra | Pt | G | V | P | SV | SP | Ratio | PF  | PS  | Ratio |
| --- | ------- | -- | - | - | - | -- | -- | ----- | --- | --- | ----- |
| 1   | Perù    | 9  | 3 | 3 | 0 | 9  | 0  | MAX   | 231 | 194 | 1.190 |
| 2   | Serbia  | 5  | 3 | 2 | 1 | 6  | 5  | 1.200 | 237 | 212 | 1.117 |
| 3   | Cina    | 4  | 3 | 1 | 2 | 5  | 6  | 0.833 | 237 | 229 | 1.034 |
| 4   | Messico | 0  | 3 | 0 | 3 | 0  | 9  | 0.000 | 155 | 225 | 0.688 |

#### Girone C

##### Risultati
| 11 settembre 2015 Coliseo Héctor Solá Bezares, Caguas Durata: 1h:11 - Spettatori: 100 | Giappone      | 3 - 0 | Egitto        | 25-12, 25-8, 25-10         |
| 11 settembre 2015 Coliseo Héctor Solá Bezares, Caguas Durata: 1h:15 - Spettatori: 150 | Taipei cinese | 0 - 3 | Italia        | 22-25, 12-25, 21-25        |
| 12 settembre 2015 Coliseo Héctor Solá Bezares, Caguas Durata: 1h:18 - Spettatori: 125 | Italia        | 3 - 0 | Egitto        | 25-15, 25-15, 25-18        |
| 12 settembre 2015 Coliseo Héctor Solá Bezares, Caguas Durata: 1h:24 - Spettatori: 200 | Giappone      | 3 - 0 | Taipei cinese | 25-18, 25-17, 26-24        |
| 13 settembre 2015 Coliseo Héctor Solá Bezares, Caguas Durata: 1h:58 - Spettatori: 125 | Egitto        | 1 - 3 | Taipei cinese | 26-24, 17-25, 18-25, 17-25 |
| 13 settembre 2015 Coliseo Héctor Solá Bezares, Caguas Durata: 1h:44 - Spettatori: 175 | Giappone      | 1 - 3 | Italia        | 25-21, 21-25, 9-25, 24-26  |

##### Classifica
| Pos | Squadra       | Pt | G | V | P | SV | SP | Ratio | PF  | PS  | Ratio |
| --- | ------------- | -- | - | - | - | -- | -- | ----- | --- | --- | ----- |
| 1   | Italia        | 9  | 3 | 3 | 0 | 9  | 1  | 9.000 | 247 | 182 | 1.357 |
| 2   | Giappone      | 6  | 3 | 2 | 1 | 7  | 3  | 2.333 | 230 | 186 | 1.236 |
| 3   | Taipei cinese | 3  | 3 | 1 | 2 | 3  | 7  | 0.428 | 213 | 230 | 0.926 |
| 4   | Egitto        | 0  | 3 | 0 | 3 | 1  | 9  | 0.111 | 157 | 249 | 0.630 |

#### Girone D

##### Risultati
| 11 settembre 2015 Coliseo Fernando Hernández, Gurabo Durata: 1h:23 - Spettatori: 438   | Brasile         | 3 - 0 | Rep. Ceca | 25-18, 25-11, 25-17        |
| 11 settembre 2015 Coliseo Fernando Hernández, Gurabo Durata: 1h:19 - Spettatori: 428   | Rep. Dominicana | 3 - 0 | Turchia   | 25-20, 25-14, 25-20        |
| 12 settembre 2015 Coliseo Fernando Hernández, Gurabo Durata: 1h:56 - Spettatori: 550   | Rep. Dominicana | 3 - 1 | Rep. Ceca | 25-20, 24-26, 25-19, 25-14 |
| 12 settembre 2015 Coliseo Fernando Hernández, Gurabo Durata: 1h:26 - Spettatori: 600   | Brasile         | 3 - 0 | Turchia   | 25-19, 25-17, 25-17        |
| 13 settembre 2015 Coliseo Fernando Hernández, Gurabo Durata: 2h:09 - Spettatori: 850   | Turchia         | 3 - 1 | Rep. Ceca | 25-19, 23-25, 25-19, 25-15 |
| 13 settembre 2015 Coliseo Municipal Maunabo, Maunabo Durata: 1h:32 - Spettatori: 1 500 | Rep. Dominicana | 3 - 0 | Brasile   | 25-22, 25-22, 25-19        |

##### Classifica
| Pos | Squadra         | Pt | G | V | P | SV | SP | Ratio | PF  | PS  | Ratio |
| --- | --------------- | -- | - | - | - | -- | -- | ----- | --- | --- | ----- |
| 1   | Rep. Dominicana | 9  | 3 | 3 | 0 | 9  | 1  | 9.000 | 249 | 196 | 1.270 |
| 2   | Brasile         | 6  | 3 | 2 | 1 | 6  | 3  | 2.000 | 213 | 174 | 1.224 |
| 3   | Turchia         | 3  | 3 | 1 | 2 | 3  | 7  | 0.428 | 205 | 228 | 0.899 |
| 4   | Rep. Ceca       | 0  | 3 | 0 | 3 | 2  | 9  | 0.222 | 203 | 272 | 0.746 |

### Seconda fase
| Girone E | Girone F        | Girone G      | Girone H   |
| -------- | --------------- | ------------- | ---------- |
| Brasile  | Bulgaria        | Cuba          | Cina       |
| Italia   | Giappone        | Messico       | Egitto     |
| Russia   | Perù            | Rep. Ceca     | Porto Rico |
| Serbia   | Rep. Dominicana | Taipei cinese | Turchia    |

#### Girone E

##### Risultati
| 15 settembre 2015 Coliseo Fernando Hernández, Gurabo Durata: 1h:45 - Spettatori: 350 | Russia  | 1 - 3 | Serbia  | 25-20, 18-25, 16-25, 18-25      |
| 15 settembre 2015 Coliseo Fernando Hernández, Gurabo Durata: 1h:59 - Spettatori: 550 | Italia  | 1 - 3 | Brasile | 11-25, 22-25, 27-25, 20–25      |
| 16 settembre 2015 Coliseo Fernando Hernández, Gurabo Durata: 2h:23 - Spettatori: 480 | Russia  | 2 - 3 | Brasile | 25-19, 8-25, 25-21, 16-25, 7-15 |
| 16 settembre 2015 Coliseo Fernando Hernández, Gurabo Durata: 2h:07 - Spettatori: 495 | Italia  | 3 - 1 | Serbia  | 19-25, 25-21, 25-20, 25-13      |
| 17 settembre 2015 Coliseo Fernando Hernández, Gurabo Durata: 1h:31 - Spettatori: 450 | Russia  | 0 - 3 | Italia  | 18-25, 24-26, 15-25             |
| 17 settembre 2015 Coliseo Fernando Hernández, Gurabo Durata: 2h:01 - Spettatori: 550 | Brasile | 3 - 1 | Serbia  | 25-14, 27-25, 27-29, 25-20      |

##### Classifica
| Pos | Squadra | Pt | G | V | P | SV | SP | Ratio | PF  | PS  | Ratio |
| --- | ------- | -- | - | - | - | -- | -- | ----- | --- | --- | ----- |
| 1   | Brasile | 8  | 3 | 3 | 0 | 9  | 4  | 2.250 | 309 | 249 | 1.240 |
| 2   | Italia  | 6  | 3 | 2 | 1 | 7  | 4  | 1.750 | 250 | 238 | 1.050 |
| 3   | Serbia  | 3  | 3 | 1 | 2 | 5  | 7  | 0.714 | 264 | 275 | 0.960 |
| 4   | Russia  | 1  | 3 | 0 | 3 | 3  | 9  | 0.333 | 215 | 276 | 0.778 |

#### Girone F

##### Risultati
| 15 settembre 2015 Coliseo Rafael G. Amalbert, Juncos Durata: 1h:18 - Spettatori: 80  | Rep. Dominicana | 3 - 0 | Giappone        | 25-22, 25-15, 25-14 |
| 15 settembre 2015 Coliseo Rafael G. Amalbert, Juncos Durata: 1h:33 - Spettatori: 330 | Perù            | 3 - 0 | Bulgaria        | 25-21, 25-21, 25-12 |
| 16 settembre 2015 Coliseo Rafael G. Amalbert, Juncos Durata: 1h:14 - Spettatori: 100 | Rep. Dominicana | 3 - 0 | Bulgaria        | 25-11, 25-17, 25-18 |
| 16 settembre 2015 Coliseo Rafael G. Amalbert, Juncos Durata: 1h:33 - Spettatori: 320 | Perù            | 0 - 3 | Giappone        | 20-25, 24-26, 17-25 |
| 17 settembre 2015 Coliseo Rafael G. Amalbert, Juncos Durata: 1h:22 - Spettatori: 130 | Giappone        | 3 - 0 | Bulgaria        | 25-16, 25-12, 28-26 |
| 17 settembre 2015 Coliseo Rafael G. Amalbert, Juncos Durata: 1h:38 - Spettatori: 350 | Perù            | 0 - 3 | Rep. Dominicana | 14-25, 22-25, 26-28 |

##### Classifica
| Pos | Squadra         | Pt | G | V | P | SV | SP | Ratio | PF  | PS  | Ratio |
| --- | --------------- | -- | - | - | - | -- | -- | ----- | --- | --- | ----- |
| 1   | Rep. Dominicana | 9  | 3 | 3 | 0 | 9  | 0  | MAX   | 228 | 159 | 1.433 |
| 2   | Giappone        | 6  | 3 | 2 | 1 | 6  | 3  | 2.000 | 205 | 190 | 1.078 |
| 3   | Perù            | 3  | 3 | 1 | 2 | 3  | 6  | 0.500 | 198 | 208 | 0.951 |
| 4   | Bulgaria        | 0  | 3 | 0 | 3 | 0  | 9  | 0.000 | 154 | 228 | 0.675 |

#### Girone G

##### Risultati
| 15 settembre 2015 Coliseo Municipal Maunabo, Maunabo Durata: 1h:26 - Spettatori: 100 | Taipei cinese | 3 - 0 | Messico   | 25-13, 25-20, 25-16               |
| 15 settembre 2015 Coliseo Municipal Maunabo, Maunabo Durata: 1h:34 - Spettatori: 225 | Cuba          | 0 - 3 | Rep. Ceca | 29-31, 13-25, 22-25               |
| 16 settembre 2015 Coliseo Municipal Maunabo, Maunabo Durata: 2h:10 - Spettatori: 100 | Taipei cinese | 3 - 2 | Rep. Ceca | 25-23, 15-25, 24-26, 25-13, 15-9  |
| 16 settembre 2015 Coliseo Municipal Maunabo, Maunabo Durata: 1h:11 - Spettatori: 200 | Cuba          | 3 - 2 | Messico   | 20-25, 25-23, 26-24, 27-29, 15-10 |
| 17 settembre 2015 Coliseo Municipal Maunabo, Maunabo Durata: 1h:13 - Spettatori: 100 | Taipei cinese | 3 - 0 | Cuba      | 25-19, 25-22, 25-16               |
| 17 settembre 2015 Coliseo Municipal Maunabo, Maunabo Durata: 1h:54 - Spettatori: 450 | Rep. Ceca     | 3 - 1 | Messico   | 25-18, 17-25, 25-20, 25-15        |

##### Classifica
| Pos | Squadra       | Pt | G | V | P | SV | SP | Ratio | PF  | PS  | Ratio |
| --- | ------------- | -- | - | - | - | -- | -- | ----- | --- | --- | ----- |
| 1   | Taipei cinese | 8  | 3 | 3 | 0 | 9  | 2  | 4.500 | 254 | 202 | 1.257 |
| 2   | Rep. Ceca     | 7  | 3 | 2 | 1 | 8  | 4  | 2.000 | 269 | 246 | 1.093 |
| 3   | Cuba          | 2  | 3 | 1 | 2 | 3  | 8  | 0.375 | 234 | 267 | 0.876 |
| 4   | Messico       | 1  | 3 | 0 | 3 | 3  | 9  | 0.333 | 238 | 280 | 0.850 |

#### Girone H

##### Risultati
| 15 settembre 2015 Coliseo Héctor Solá Bezares, Caguas Durata: 1h:17 - Spettatori: 100 | Cina       | 3 - 0 | Egitto     | 25-16, 25-16, 25-17               |
| 15 settembre 2015 Coliseo Héctor Solá Bezares, Caguas Durata: 2h:20 - Spettatori: 350 | Turchia    | 3 - 2 | Porto Rico | 22-25, 25-18, 23-25, 25-18, 15-12 |
| 16 settembre 2015 Coliseo Héctor Solá Bezares, Caguas Durata: 1h:52 - Spettatori: 100 | Turchia    | 3 - 1 | Egitto     | 25-16, 25-23, 18-25, 25-21        |
| 16 settembre 2015 Coliseo Héctor Solá Bezares, Caguas Durata: 1h:16 - Spettatori: 200 | Cina       | 3 - 0 | Porto Rico | 25-20, 25-20, 25-14               |
| 17 settembre 2015 Coliseo Héctor Solá Bezares, Caguas Durata: 2h:01 - Spettatori: 100 | Cina       | 1 - 3 | Turchia    | 25-16, 20-25, 20-25, 23-25        |
| 17 settembre 2015 Coliseo Héctor Solá Bezares, Caguas Durata: 2h:23 - Spettatori: 225 | Porto Rico | 3 - 2 | Egitto     | 25-16, 25-10, 18-25, 23-25, 18-16 |

##### Classifica
| Pos | Squadra    | Pt | G | V | P | SV | SP | Ratio | PF  | PS  | Ratio |
| --- | ---------- | -- | - | - | - | -- | -- | ----- | --- | --- | ----- |
| 1   | Turchia    | 8  | 3 | 3 | 0 | 9  | 4  | 2.250 | 294 | 271 | 1.084 |
| 2   | Cina       | 6  | 3 | 2 | 1 | 7  | 3  | 2.333 | 238 | 194 | 1.226 |
| 3   | Porto Rico | 3  | 3 | 1 | 2 | 5  | 8  | 0.625 | 261 | 277 | 0.942 |
| 4   | Egitto     | 1  | 3 | 0 | 3 | 3  | 9  | 0.333 | 226 | 277 | 0.815 |

### Fase finale

#### Finali 1º e 3º posto
|  | Semifinali      | Semifinali      | Semifinali      |                 |         | Finale 1º/2º posto | Finale 1º/2º posto | Finale 1º/2º posto |  |
|  |                 |                 |                 |                 |         |                    |                    |                    |  |
|  | Brasile         | Brasile         | 3               |                 |         |                    |                    |                    |  |
|  | Brasile         | Brasile         | 3               |                 |         |                    |                    |                    |  |
|  | Giappone        | Giappone        | 0               |                 |         |                    |                    |                    |  |
|  | Giappone        | Giappone        | 0               |                 | Brasile | Brasile            | 2                  |                    |  |
|  |                 |                 |                 |                 | Brasile | Brasile            | 2                  |                    |  |
|  |                 |                 | Rep. Dominicana | Rep. Dominicana | 3       |                    |                    |                    |  |
|  | Rep. Dominicana | Rep. Dominicana | Rep. Dominicana | Rep. Dominicana | 3       | 3                  |                    |                    |  |
|  | Rep. Dominicana | Rep. Dominicana |                 |                 |         | 3                  |                    |                    |  |
|  | Italia          | Italia          | 2               |                 |         | Finale 3º/4º posto | Finale 3º/4º posto | Finale 3º/4º posto |  |
|  | Italia          | Italia          | 2               |                 |         |                    |                    |                    |  |
|  |                 |                 |                 |                 |         |                    |                    |                    |  |
|  |                 |                 |                 |                 |         | Giappone           | Giappone           | 0                  |  |
|  |                 |                 |                 |                 |         | Giappone           | Giappone           | 0                  |  |
|  |                 |                 |                 |                 |         | Italia             | Italia             | 3                  |  |

##### Semifinali
| 18 settembre 2015 Coliseo Municipal Maunabo, Maunabo Durata: 2h:28 - Spettatori: 1 800 | Rep. Dominicana | 3 - 2 | Italia   | 25-20, 19-25, 25-22, 24-26, 15-7 |
| 18 settembre 2015 Coliseo Fernando Hernández, Gurabo Durata: 1h:31 - Spettatori: 610   | Brasile         | 3 - 0 | Giappone | 25-18, 25-15, 25-21              |

##### Finale 3º posto
| 19 settembre 2015 Coliseo Héctor Solá Bezares, Caguas Durata: 1h:32 - Spettatori: 100 | Giappone | 0 - 3 | Italia | 26-28, 22-25, 19-25 |

##### Finale 1º posto
| 19 settembre 2015 Coliseo Héctor Solá Bezares, Caguas Durata: 2h:39 - Spettatori: 1 200 | Brasile | 2 - 3 | Rep. Dominicana | 25-17, 21-25, 17-25, 26-24, 14-16 |

#### Finali 5º e 7º posto
|  | Semifinali | Semifinali | Semifinali |      |        | Finale 5º/6º posto | Finale 5º/6º posto | Finale 5º/6º posto |  |
|  |            |            |            |      |        |                    |                    |                    |  |
|  | Serbia     | Serbia     | 3          |      |        |                    |                    |                    |  |
|  | Serbia     | Serbia     | 3          |      |        |                    |                    |                    |  |
|  | Bulgaria   | Bulgaria   | 0          |      |        |                    |                    |                    |  |
|  | Bulgaria   | Bulgaria   | 0          |      | Serbia | Serbia             | 3                  |                    |  |
|  |            |            |            |      | Serbia | Serbia             | 3                  |                    |  |
|  |            |            | Perù       | Perù | 1      |                    |                    |                    |  |
|  | Perù       | Perù       | Perù       | Perù | 1      | 3                  |                    |                    |  |
|  | Perù       | Perù       |            |      |        | 3                  |                    |                    |  |
|  | Russia     | Russia     | 1          |      |        | Finale 7º/8º posto | Finale 7º/8º posto | Finale 7º/8º posto |  |
|  | Russia     | Russia     | 1          |      |        |                    |                    |                    |  |
|  |            |            |            |      |        |                    |                    |                    |  |
|  |            |            |            |      |        | Bulgaria           | Bulgaria           | 2                  |  |
|  |            |            |            |      |        | Bulgaria           | Bulgaria           | 2                  |  |
|  |            |            |            |      |        | Russia             | Russia             | 3                  |  |

##### Semifinali
| 18 settembre 2015 Coliseo Rafael G. Amalbert, Juncos Durata: 1h:35 - Spettatori: 60  | Serbia | 3 - 0 | Bulgaria | 25-23, 25-20, 29-27        |
| 18 settembre 2015 Coliseo Rafael G. Amalbert, Juncos Durata: 1h:58 - Spettatori: 150 | Perù   | 3 - 1 | Russia   | 12-25, 25-21, 25-16, 25-22 |

##### Finale 7º posto
| 19 settembre 2015 Coliseo Rafael G. Amalbert, Juncos Durata: 2h:25 - Spettatori: 70 | Bulgaria | 2 - 3 | Russia | 22-25, 25-23, 26-24, 18-25, 9-15 |

##### Finale 5º posto
| 19 settembre 2015 Coliseo Rafael G. Amalbert, Juncos Durata: 2h:05 - Spettatori: 220 | Serbia | 3 - 1 | Perù | 18-25, 26-24, 25-23, 25-23 |

#### Finali 9º e 11º posto
|  | Semifinali    | Semifinali    | Semifinali |         |      | Finale 9º/10º posto  | Finale 9º/10º posto  | Finale 9º/10º posto  |  |
|  |               |               |            |         |      |                      |                      |                      |  |
|  | Taipei cinese | Taipei cinese | 0          |         |      |                      |                      |                      |  |
|  | Taipei cinese | Taipei cinese | 0          |         |      |                      |                      |                      |  |
|  | Cina          | Cina          | 3          |         |      |                      |                      |                      |  |
|  | Cina          | Cina          | 3          |         | Cina | Cina                 | 3                    |                      |  |
|  |               |               |            |         | Cina | Cina                 | 3                    |                      |  |
|  |               |               | Turchia    | Turchia | 1    |                      |                      |                      |  |
|  | Turchia       | Turchia       | Turchia    | Turchia | 1    | 3                    |                      |                      |  |
|  | Turchia       | Turchia       |            |         |      | 3                    |                      |                      |  |
|  | Rep. Ceca     | Rep. Ceca     | 0          |         |      | Finale 11º/12º posto | Finale 11º/12º posto | Finale 11º/12º posto |  |
|  | Rep. Ceca     | Rep. Ceca     | 0          |         |      |                      |                      |                      |  |
|  |               |               |            |         |      |                      |                      |                      |  |
|  |               |               |            |         |      | Taipei cinese        | Taipei cinese        | 3                    |  |
|  |               |               |            |         |      | Taipei cinese        | Taipei cinese        | 3                    |  |
|  |               |               |            |         |      | Rep. Ceca            | Rep. Ceca            | 1                    |  |

##### Semifinali
| 18 settembre 2015 Coliseo Héctor Solá Bezares, Caguas Durata: 1h:03 - Spettatori: 100 | Taipei cinese | 0 - 3 | Cina      | 12-25, 21-25, 11-25 |
| 18 settembre 2015 Coliseo Héctor Solá Bezares, Caguas Durata: 1h:10 - Spettatori: 125 | Turchia       | 3 - 0 | Rep. Ceca | 25-9, 25-19, 25-13  |

##### Finale 9º posto
| 19 settembre 2015 Coliseo Municipal Maunabo, Maunabo Durata: 1h:51 - Spettatori: 150 | Taipei cinese | 3 - 1 | Rep. Ceca | 26-24, 25-15, 22-25, 25-19 |

##### Finale 11º posto
| 19 settembre 2015 Coliseo Municipal Maunabo, Maunabo Durata: 1h:50 - Spettatori: 150 | Cina | 3 - 1 | Turchia | 25-20, 17-25, 25-19, 26-24 |

#### Finali 13º e 15º posto
|  | Semifinali | Semifinali | Semifinali |            |      | Finale 13º/14º posto | Finale 13º/14º posto | Finale 13º/14º posto |  |
|  |            |            |            |            |      |                      |                      |                      |  |
|  | Cuba       | Cuba       | 3          |            |      |                      |                      |                      |  |
|  | Cuba       | Cuba       | 3          |            |      |                      |                      |                      |  |
|  | Egitto     | Egitto     | 0          |            |      |                      |                      |                      |  |
|  | Egitto     | Egitto     | 0          |            | Cuba | Cuba                 | 3                    |                      |  |
|  |            |            |            |            | Cuba | Cuba                 | 3                    |                      |  |
|  |            |            | Porto Rico | Porto Rico | 2    |                      |                      |                      |  |
|  | Porto Rico | Porto Rico | Porto Rico | Porto Rico | 2    | 3                    |                      |                      |  |
|  | Porto Rico | Porto Rico |            |            |      | 3                    |                      |                      |  |
|  | Messico    | Messico    | 1          |            |      | Finale 15º/16º posto | Finale 15º/16º posto | Finale 15º/16º posto |  |
|  | Messico    | Messico    | 1          |            |      |                      |                      |                      |  |
|  |            |            |            |            |      |                      |                      |                      |  |
|  |            |            |            |            |      | Egitto               | Egitto               | 1                    |  |
|  |            |            |            |            |      | Egitto               | Egitto               | 1                    |  |
|  |            |            |            |            |      | Messico              | Messico              | 3                    |  |

##### Semifinali
| 18 settembre 2015 Coliseo Fernando Hernández, Gurabo Durata: 1h:24 - Spettatori: 420 | Cuba       | 3 - 0 | Egitto  | 25-23, 25-18, 25-17        |
| 18 settembre 2015 Coliseo Fernando Hernández, Gurabo Durata: 1h:51 - Spettatori: 750 | Porto Rico | 3 - 1 | Messico | 25-22, 25-16, 17-25, 25-19 |

##### Finale 13º posto
| 19 settembre 2015 Coliseo Municipal Maunabo, Maunabo Durata: 1h:56 - Spettatori: 230 | Egitto | 1 - 3 | Messico | 20-25, 25-18, 21-25, 18-25 |

##### Finale 15º posto
| 19 settembre 2015 Coliseo Fernando Hernández, Gurabo Durata: 2h:08 - Spettatori: 630 | Cuba | 3 - 2 | Porto Rico | 25-18, 22-25, 25-23, 20-25, 15-7 |

## Podio

### Campione
Formazione: 1 Jineiry Martínez, 3 Gaila González, 4 Vielka Peralta, 7 Maria García, 8 Natalia Martínez, 9 Angélica Hinojosa, 12 Ayleen Rivero, 13 Massiel Matos, 14 Yokaty Pérez, 17 Larysmer Martínez, 19 Lisbeth Rosario, 20 Brayelin Martínez, CT: Wagner Pacheco

### Secondo posto
Formazione: 1 Drussyla Costa, 2 Lana Conceição, 4 Ariane Pinto, 5 Laiza Ferreira, 6 Gabriela da Silva, 7 Gabriela Silva, 8 Karoline Tormena, 11 Lorenne Geraldo, 12 Thais de Oliveira, 13 Laís Vasques, 14 Lyar Medeiros, 17 Maira Basso, CT: Thomas Mauricio

### Terzo posto
Formazione: 1 Ilaria Bonvicini, 3 Carlotta Cambi, 6 Sofia D'Odorico, 8 Alessia Orro, 9 Sara Bonifacio, 11 Anna Danesi, 12 Anastasia Guerra, 13 Chiara De Bortoli, 14 Paola Egonu, 15 Beatrice Berti, 16 Anna Nicoletti, 18 Elisa Zanette, CT: Luca Cristofani

## Classifica finale
| Pos | Squadra         |
| --- | --------------- |
|     | Rep. Dominicana |
|     | Brasile         |
|     | Italia          |
| 4   | Giappone        |
| 5   | Serbia          |
| 6   | Perù            |
| 7   | Russia          |
| 8   | Bulgaria        |
| 9   | Cina            |
| 10  | Turchia         |
| 11  | Taipei cinese   |
| 12  | Rep. Ceca       |
| 13  | Cuba            |
| 14  | Porto Rico      |
| 15  | Messico         |
| 16  | Egitto          |

## Premi individuali
| Premio                 | Nome              | Squadra         |
| ---------------------- | ----------------- | --------------- |
| MVP                    | Brayelin Martínez | Rep. Dominicana |
| Miglior palleggiatrice | Misaki Shirai     | Giappone        |
| Miglior opposto        | Lorenne Teixeira  | Brasile         |
| Miglior schiacciatrice | Brayelin Martínez | Rep. Dominicana |
| Miglior schiacciatrice | Bojana Milenković | Serbia          |
| Miglior centrale       | Maja Aleksić      | Serbia          |
| Miglior centrale       | Anna Danesi       | Italia          |
| Miglior libero         | Žana Todorova     | Bulgaria        |